# Літописи Великого князівства Литовського
Літописи Великого князівства Литовського — загальна назва низки літописних текстів, що були створені у Великому князівстві Литовському (за змістом це власне литовські, а також білорусько-литовські й українські літописи).

## І-а редакція
Найдавнішою з належних до цієї групи пам'яток вважається «Літописець великих князів литовських». Його почали складати наприкінці XIV століття й продовжували вносити до нього записи до 20-х років XV ст., завершили 1428—1430. У ньому зафіксовані події з історії Великого князівства Литовського від смерті великого князя Гедиміна до смерті великого князя Вітовта. Він містить дані й про українські землі, про Київське князівство та Поділля. Зокрема, про минуле Поділля йдеться в розміщеній у ньому повісті «О Подольской землі». У ній висвітлюються події, починаючи від 1360-х рр. (з визволення цієї землі від ординського панування великим князем литов. Ольгердом унаслідок перемоги в Синьоводській битві 1362 року) і до початку 1430-х рр. Розповідається й про передачу Поділля в уділ князю Коріяту Гедиміновичу та його нащадкам, про їхню військову та містобудівну діяльність. Обґрунтовуються права литовських великих князів на Поділля (на ці землі претендувало тоді також польське королівство), а також справедливість боротьби православних феодалів Великого князівства на чолі зі Свидригайлом (як під час перебування останнього на великокнязівському престолі 1430—1432, так і пізніше — 1432—1440) проти Польщі і католицької частини пануючої еліти Литовсько-Руської держави.
1446 започатковано ще один літописний звід ВКЛ (дослідники називають його «першим»). Він мав розгорнутий вступ, у ньому описувалася історія ВКЛ, а також — Київської Русі з давніх часів й Великого князівства Московського.

## ІІ-а редакція
У 1520-х рр. було започатковано написання нової історії ВКЛ: на базі I зводу з'явився II — Хроніка Великого князівства Литовського і Жомоїтського. Друга, розгорнута, редакція даного зводу виникла в 1540-х, а третя, найповніша, — у 1550-ті рр. Аналіз текстів цього зводу засвідчує зацікавленість його творця Гедиміновичами і литовською аристократією. Це, однак, не завадило йому вмістити до свого твору сюжети з історії Київської Русі та українських земель XIV — початку XVI ст. Їхніми джерелами були давньоруські літописи, у першу чергу Галицько-Волинський літопис, а також місцеві. Так, у розгорнутій редакції II зводу є 2 розділи (вони найкраще представлені у Рум'янцевському та Тихонравівському літописах) з характерними назвами: «О великом князе Гедимині и о битві з князем Володимиром Володимирским» і «О князі Станиславі Киевском». В їхніх текстах описано легендарну історію завоювання Гедиміном Києва, Володимира, Луцька, Житомира та ін. міст у 1320. У II зводі є також дані про поразку литовських військ від ординців на Ворсклі, про відвоювання князем Дашком (Данилом) Острозьким Крем'янця у поляків і звільнення князя Свидригайла Ольгердовича з ув'язнення у 1418 році, про взяття кримським ханом Менглі-Гіреєм І Києва у 1482 році, про Сокальську битву 1519 року та ін.

## ІІІ-я редакція, Хроніка Биховця
У 1430-х рр. було створено загальнодержавний літописний звід ВКЛ (його називають «третім», або Хронікою Биховця). Цей звід містить більш повне, порівняно з I та II, висвітлення історії ВКЛ, зокрема й українських земель, що перебували в його складі.
Окреме місце в групі білорусько-литовських літописів займає пам'ятка, котру називають Віленським хронографом. Вона становить собою виклад (написаний у середині XVI ст.) всесвітньої історії найдавніших часів (до взяття Єрусалима римським воєначальником Титом Флавієм у 70 році).
Між 1550 і 1596 був складений хронограф, який називають (помилково) «західноруським» (правильна назва — «український хронограф I редакції»). Свого часу він мав велику популярність. При його створенні було використано, на думку одних дослідників, хронограф 1442 серба Пахомія Логофета, а на думку інших — рос. хронограф 1512. Додатковий матеріал автор пам'ятки брав з Еллінського хронографа II редакції, хроніки Іоанна Малали, житія сербського князя Стефана Лазаревича, «Хроніки всього світу» (1560) М. Бєльського (див. Бєльські).
Літописи Великого князівства Литовського були писані переважно староруською мовою — тодішньою державною мовою ВКЛ.